# Municipio de Newport (Dakota del Norte)
El municipio de Newport (en inglés: Newport Township) es un municipio ubicado en el condado de McHenry en el estado estadounidense de Dakota del Norte. En el año 2010 tenía una población de 91 habitantes y una densidad poblacional de 0,98 personas por km².

## Geografía
El municipio de Newport se encuentra ubicado en las coordenadas 48°19′36″N 100°25′55″O / 48.32667, -100.43194. Según la Oficina del Censo de los Estados Unidos, el municipio tiene una superficie total de 92.54 km², de la cual 92,54 km² corresponden a tierra firme y (0 %) 0 km² es agua.

## Demografía
Según el censo de 2010, había 91 personas residiendo en el municipio de Newport. La densidad de población era de 0,98 hab./km². De los 91 habitantes, el municipio de Newport estaba compuesto por el 98,9 % blancos y el 1,1 % eran de una mezcla de razas. Del total de la población el 2,2 % eran hispanos o latinos de cualquier raza.